# Поглед (връх)
Поглед е най-високия връх на планината Мокра гора, част от масива на Проклетия, днес по протежение на сръбско-черногорско-косовската граница. Върхът се намира в западната част на планината, в близост до държавната граница, но на сръбска територия. Със своите 2155 метра над морското равнище, е втора по височина планина (след Миджур в Стара планина) в Централна Сърбия (без Косово).
Под върха на север се намира клисурата на река Църна река с манастира „Църна река“.